# Ioannis Persakis
Ioannis Persakis (græsk: Ιωάννης Περσάκης; født 1877 i Athen, død 1943) var en græsk sportsudøver, som deltog i de første moderne olympiske lege 1896 i Athen.
Persakis stillede op i trespring ved OL 1896, hvor elleve atleter var tilmeldt og syv af disse deltog i konkurrencen, som var legenes allerførste. Amerikaneren James Connolly vandt med et spring på 13,71 m, mens Alexandros Touferis fra Frankrig tog andenpladsen med et spring på 12,70 m. Persakis blev nummer te med si spring på 12,52 m. Der var ikke faste regler for gennemførelsen af et spring, og de tre bedste brugte hver sin teknik. Således brugte Persakis en teknik, hvor han tog to skridt efterfulgt af et hop.
Ioannis Persakis' bror, Petros Persakis, deltog også i OL 1896, hvor han deltog i to gymnastikkonkurrencer.